# Мінака (Пенсільванія)
Мінака (англ. Monaca) — місто (англ. borough) в США, в окрузі Бівер штату Пенсільванія. Населення — 5625 осіб (2020).

## Географія
Мінака розташована за координатами 40°41′0″ пн. ш. 80°16′24″ зх. д. / 40.68333° пн. ш. 80.27333° зх. д. (40.683444, -80.273438).  За даними Бюро перепису населення США в 2010 році місто мало площу 6,17 км², з яких 5,25 км² — суходіл та 0,92 км² — водойми.

## Демографія
Згідно з переписом 2010 року, у селищі мешкало 5737 осіб у 2603 домогосподарствах у складі 1546 родин. Густота населення становила 930 осіб/км².  Було 2833 помешкання (459/км²).
Расовий склад населення:
| - 95,4 % — білих - 2,1 % — чорних або афроамериканців - 0,4 % — азіатів - 0,1 % — корінних американців |

До двох чи більше рас належало 1,9 %. Частка іспаномовних становила 1,2 % від усіх жителів.
За віковим діапазоном населення розподілялося таким чином: 19,7 % — особи молодші 18 років, 60,3 % — особи у віці 18—64 років, 20,0 % — особи у віці 65 років та старші. Медіана віку мешканця становила 43,1 року. На 100 осіб жіночої статі у селищі припадало 88,6 чоловіків;  на 100 жінок у віці від 18 років та старших — 85,0 чоловіків також старших 18 років.
Середній дохід на одне домашнє господарство  становив 54 161 долар США (медіана — 41 239), а середній дохід на одну сім'ю — 64 965 доларів (медіана — 62 463). Медіана доходів становила 44 701 долар для чоловіків та 35 443 долари для жінок. За межею бідності перебувало 11,2 % осіб, у тому числі 18,4 % дітей у віці до 18 років та 7,7 % осіб у віці 65 років та старших.
Цивільне працевлаштоване населення становило 2817 осіб. Основні галузі зайнятості: освіта, охорона здоров'я та соціальна допомога — 23,0 %, виробництво — 17,2 %, роздрібна торгівля — 13,3 %, науковці, спеціалісти, менеджери — 11,5 %.